# Старі Богади
Старі Богади́ (рос. Старые Богады, башк. Иҫке Боғаҙы) — село у складі Буздяцького району Башкортостану, Росія. Адміністративний центр Арслановської сільської ради.
Населення — 547 осіб (2010; 504 у 2002).
Національний склад:
- татари — 70 %
- башкири — 29 %